# Colvale
Colvale é uma vila no distrito de Goa Norte, no estado indiano de Goa.

## Demografia
Segundo o censo de 2001, Colvale tinha uma população de 5475 habitantes. Os indivíduos do sexo masculino constituem 55% da população e os do sexo feminino 45%. Colvale tem uma taxa de literacia de 72%, superior à média nacional de 59,5%: a literacia no sexo masculino é de 74% e no sexo feminino é de 69%. Em Colvale, 10% da população está abaixo dos 6 anos de idade.